# Кабилсай
Кабилса́й (каз. Қабылсай) — село у складі Ариської міської адміністрації Туркестанської області Казахстану. Входить до складу Монтайтаського сільського округу.
У радянські часи село називалось Кабул-Сай.
Населення — 482 особи (2021; 486 у 2009, 492 у 1999, 407 у 1989).